# Thunderbolt Peak (Kalifornien)
Der Thunderbolt Peak ist ein 4270 m hoher Berg in der Palisade Range in der Sierra Nevada im Bundesstaat Kalifornien der Vereinigten Staaten. Er liegt auf der Grenze von Inyo County und Fresno County.

## Geschichte
Der Berg wurde erst am 13. August 1931 von Bestor Robinson, Lewis F. Clark, Glen Dawson, Jules Eichorn, Francis Farquhar, Robert L. M. Underhill und Norman Clyde erstbestiegen. Er ist damit der zuletzt bestiegene kalifornische Fourteener, also Berg über 14.000 Fuß (4267,2 m) Höhe. Aufgrund eines aufziehenden Gewitters während der Erstbesteigung konnten allerdings nicht alle Mitglieder den abschließenden Monolithen, der den Gipfel bildet, besteigen. Während Jules Eichhorn den Monolith bestieg, soll ein Blitz direkt neben ihm eingeschlagen sein. Daher führt auch der Name Thunderbolt Peak (englisch Thunderbolt = deutsch Blitz).

## Geographie
Der Gipfel liegt in der Palisade Range der Sierra Nevada, auf der Grenze zwischen dem Kings-Canyon-Nationalpark im Westen und der John Muir Wilderness im Osten. Mit einer Schartenhöhe von nur etwa 62 m bildet er einen Nebengipfel des höheren North Palisade. Der Felsmonolith auf dem Gipfel macht den Thunderbolt Peak zu einem der am schwierigsten zu besteigenden Gipfel der Sierra Nevada.

### Umgebung
An der Nordostflanke befinden sich mehrere Gletscher. Der Palisade-Gletscher an der Ostseite gilt zusammen mit dem Middle Palisade-Gletscher als längster Gletscher der Sierra Nevada und als südlichster der Vereinigten Staaten. In der Umgebung liegen mehrere mehr oder weniger große Gipfel, umgeben von für die Sierra Nevada recht typischen Bergseen. Östlich des Bergs beginnt nach einigen weniger hohen Bergketten das Owens Valley mit dem Ort Big Pine etwa 22 km ostnordöstlich.
Gipfel in der Umgebung sind der Mount Robinson im Norden, der Mount Gayley und Mount Sill im Osten, der Starlight Peak, North Palisade und Polemonium Peak in der Palisade Range im Süden, Columbine Peak Westen und der Mount Winchell und Mount Agassiz im Nordwesten. Die Dominanz beträgt nur etwa 0,33 km, der Berg ist also die höchste Erhebung im Umkreis von 0,33 km. Er wird überragt von dem südöstlich liegenden Starlight Peak, einem weiteren Nebengipfel des North Palisade.